# 잘릴 잔디

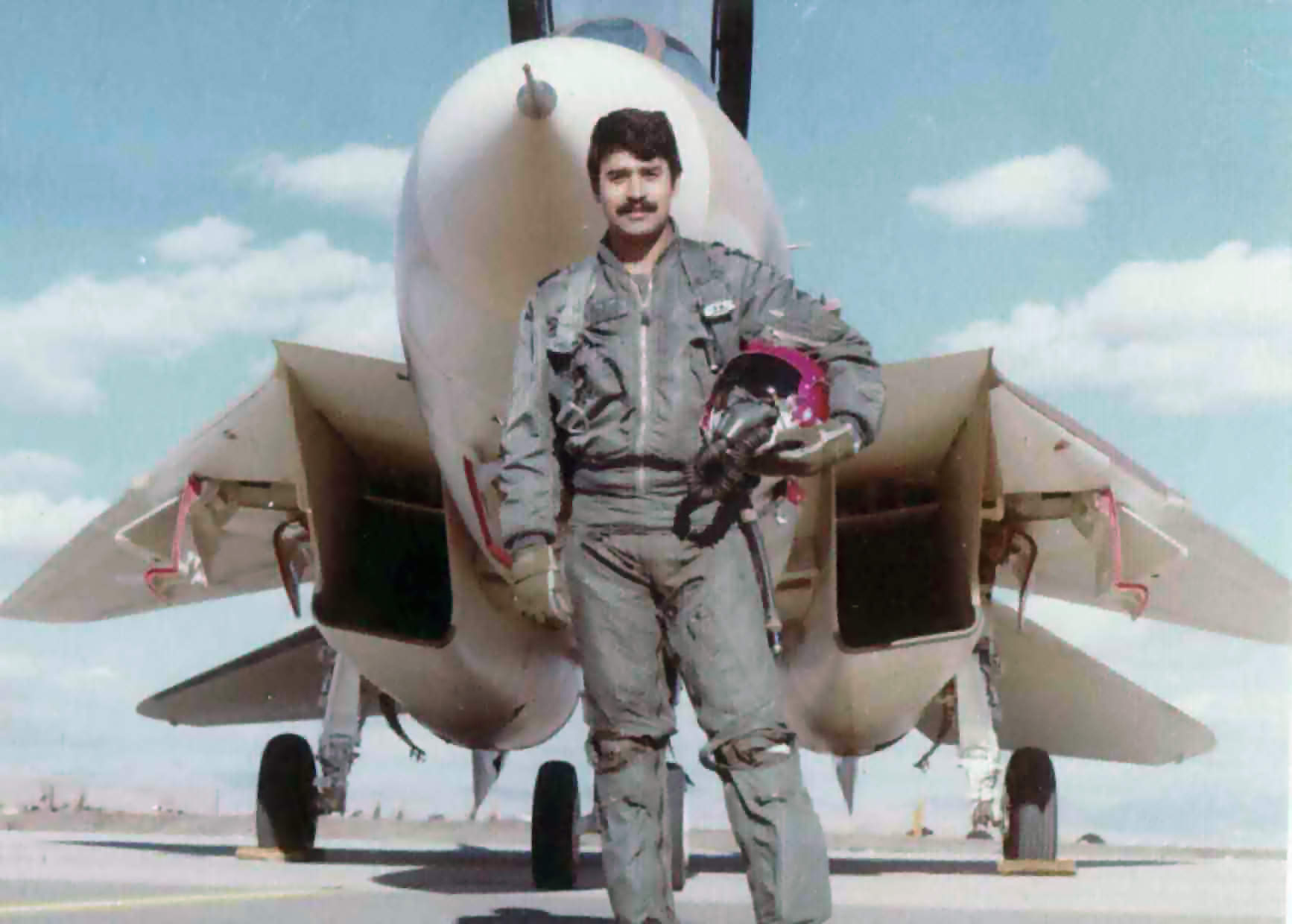
잘릴 잔디

잘릴 잔디(페르시아어: جلیل زندی, 1951년 5월 2일 ~ 2001년 4월 22일)는 이란의 군인이다. 1970년부터 2001년까지 이란 공군의 비행사로 복무했다. 이란-이라크 전쟁에서는 그러먼 F-14 톰캣의 조종사를 맡았으며 이라크 공군기 11대를 격추하는 성과를 세웠다.